# Marathonmanden
Marathonmanden (Marathon Man) er en amerikansk thriller fra 1976 instrueret af John Schlesinger med Dustin Hoffman, Roy Scheider og Laurence Olivier i hovedrollerne.